# Callicostella diatomophila
Callicostella diatomophila är en bladmossart som beskrevs av Fleischer 1922. Callicostella diatomophila ingår i släktet Callicostella och familjen Hookeriaceae. Inga underarter finns listade i Catalogue of Life.